# Caloptilia teucra
Caloptilia teucra är en fjärilsart som först beskrevs av Edward Meyrick 1933.  Caloptilia teucra ingår i släktet Caloptilia och familjen styltmalar.
Artens utbredningsområde är Hongkong (Kina). Inga underarter finns listade i Catalogue of Life.